# Шон Адевойє
Шон Адевойє (нід. Shawn Adewoye, нар. 29 червня 2000, Бре, Бельгія) — бельгійський футболіст нігерійського походження, центральний захисник нідерландського клубу «Фортуна» (Сіттард).

## Ігрова кар'єра

### Клубна
Шон Адевойє є вихованцем клубної академії бельгійського «Генка». У 2019 році він був внесений до заявки першої команди на участь в чемпіонаті Бельгії.
Але так і не зігравши в основі «Генка» жодного матчу, в січні 2021 року футболіст перебрався до сусідніх Нідерландів, де приєднався до клубу «Валвейк», з яким підписав трирічний контракт. 13 березня 2021 року у матчі проти роттердамської «Спарти» Адевойє дебютував на професійному рівні.
В липні 2024 року Адевойє як вільний агент перейшов до іншого клубу Ередивізі — «Фортуна» (Сіттард). Контракт з клубом підписаний на два роки.

### Збірна
Маючи нігерійське коріння зі сторони свого матька і італійське від мами, у 2014 році Адевойє почав свої виступи за юнацькі збірні Бельгії, пройшовши всі вікові категорії збірних.